# Lawrence Subrata Howlader
Lawrence Subrata Howlader CSC (ur. 11 września 1965 w Noborgram) – banglijski duchowny rzymskokatolicki, w latach 2015–2021 biskup Barisal, arcybiskup metropolita Ćottogramu od 2021.

## Życiorys
Święcenia kapłańskie otrzymał 31 grudnia 1994 w Zgromadzeniu Świętego Krzyża. Był m.in. rektorem niższego seminarium w Jalchatrze, mistrzem zakonnego nowicjatu w Barisal oraz kapelanem miejscowego Caritasu.
7 maja 2009 został mianowany biskupem pomocniczym diecezji Chittagong ze stolicą tytularną Afufenia. Sakry biskupiej udzielił mu 3 lipca 2009 bp Patrick D’Rozario.
29 grudnia 2015 papież Franciszek mianował go biskupem nowo utworzonej diecezji Barisal.
19 lutego 2021 papież Franciszek przeniósł go na urząd arcybiskupa metropolity Ćottogramu.